# Doratodon
Doratodon es un género extinto de crocodilomorfo zifodonte del Cretácico superior que alguna vez se creyó que era un dinosaurio, que podría ser un mesoeucrocodiliano sebecosuquio. La ciencia conoce dos especies de Doratodon: D. carcharidens de Austria (Formación Grünbach) y Hungría (Formación Csehbánya), la especie tipo; y D. ibericus de España (Formación Sierra Perenchiza).
El holotipo de D. carcharidens consta de una dentadura y una mandíbula. Otros especímenes incluyen un fragmento de maxilar, un parietal y dientes. El holotipo, y único espécimen conocido de D. ibericus, consiste en una mandíbula izquierda incompleta con dentición.

## Historia
En 1859, el geólogo Eduard Suess en la mina de carbón Gute Hoffnung en Muthmannsdorf cerca de Wiener Neustadt en Austria, descubrió el holotipo, PIUW 2349/57. Con la ayuda del intendente de la mina Pawlowitsch, intentaron encontrar la fuente del material fósil. La búsqueda resultó infructuosa al principio, pero finalmente se descubrió una fina capa de marga, atravesada por un pozo de mina inclinado oblicuamente, que contenía una gran cantidad de fósiles de arcosaurios. Estos fueron excavados posteriormente por Suess y Ferdinand Stoliczka. La marga era un depósito de agua dulce, ahora considerado parte de la Formación Grünbach.
Emanuel Bunzel nombró al espécimen tipo como Crocodylus carcharidens en 1871. Creía que pertenecía a un dinosaurio. Fue rebautizado como la nueva especie Doratodon carcharidens en 1881 por Harry Govier Seeley. La segunda especie, D. ibericus, fue nombrada por Company et al. en 2005. Doratodon fue revaluado por Zoltan et al. (2015) y Rabi & Sebok (2015) como posible mesoeucrocodiliano sebecosuquio.
Es posible que el dinosaurio anquilosaurio contemporáneo Rhadinosaurus alcimus (Seeley, 1881), conocido solo por su holotipo (PIUW 2349/34), fuera el mismo animal que Doratodon carcharidens.

## Descripción
Doratodon está representado por sus dientes diagnósticos triangulares, labiolingualmente aplanados y mesial y distalmente finamente aserrados, así como algunos dentarios fragmentados.

## Clasificación
Doratodon se identificó inicialmente como un dinosaurio terópodo, pero luego se colocó dentro de Ziphosuchia. Zoltán et al. (2015) y Rabi & Sebok (2015) ubicaron a Doratodon dentro de Sebecosuchia, un clado dentro de Ziphosuchia.

## Paleobiología

### Paleoecología

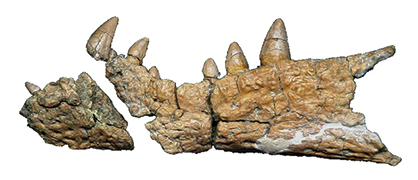
Mandíbula holotipo de D. ibericus (espécimen MGUV 3201)

Doratodon se conoce de al menos tres formaciones en Europa: la Formación Grünbach, la Formación Csehbánya y la Formación Sierra Perenchiza.
En la Formación Grünbach, Doratodon habría coexistido con: tres especies de pterosaurios indeterminados (uno es Ornithocheirus buenzeli), un eusuquio sin nombre, un coristodero sin nombre, dos especies de tortugas indeterminadas, un terópodo tetanuro indeterminado, el rabdodóntido Mochlodon y los nodosáuridos Rhadinosaurus y Struthiosaurus.
En la Formación Csehbánya, Doratodon habría coexistido con: múltiples especies de escamosos, como el mosasaurio Pannoniasaurus y el escincomorfo Chromatogenys, tres especies de crocodiliformes (cf. Allodaposuchus, Iharkutosuchus y cf. Theriosuchus), tres especies de tortugas (Foxemys, Kallokibotion y Dortokidae indet.), los pterosaurios Bakonydraco, un azdárquido indeterminado y un pterodactiloideo indeterminado, y los dinosaurios Ajkaceratops, Bauxitornis, Hungarosaurus, Mochlodon, Pneumatoraptor, Struthiosaurus, un paraveindeterminado, un abelisáurido indeterminado, un tetanuro indeterminado y un saurópodo indeterminado.
En la Formación Sierra Perenchiza, Doratodon habría coexistido con: los crocodiliformes Acynodon y Musturzabalsuchus, tortugas indeterminadas, un lisanfibio indeterminado, dos especies de ranas indeterminadas (una especie probablemente parte de Discoglossidae), pterosaurios indeterminados, un albanerpetóntido indeterminado y varios dinosaurios indeterminados.

### Paleobiogeografía
Bergisuchus e Iberosuchus no parecen estar estrechamente relacionados con el Doratodon sebecosuquio del Cretácico, que se encontró en toda Europa durante el Cretácico superior. Esto parece indicar que Bergisuchus y otros sebecosuquios europeos no descendieron de los sebecosuquios europeos del Cretácico como Doratodon, sino que formaron parte de una invasión separada de sebecosuquios en Europa durante el Paleógeno desde América del Sur.